# Ringdisteln
Die Ringdisteln (Carduus) sind eine Pflanzengattung in der Familie der Korbblütler (Asteraceae). Die etwa 90 Arten sind in Eurasien und Afrika weitverbreitet.

## Beschreibung

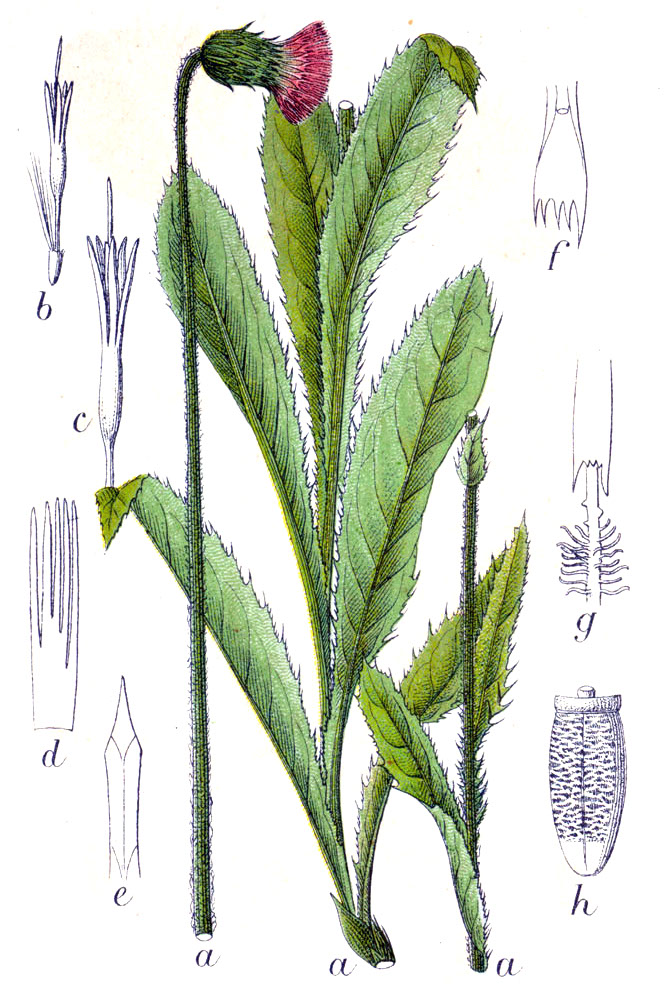
Illustration der Alpen-Ringdistel (Carduus defloratus)

### Vegetative Merkmale
Ringdistel-Arten sind meist ein- bis zweijährige, selten ausdauernde krautige Pflanzen, die Wuchshöhen von 30 bis 200, selten bis zu 400 Zentimetern erreichen. Sie sind gewehrt und mehr oder weniger wollig behaart, nur selten unbehaart. Die aufrechten Stängel sind einfach oder verzweigt und oft stachelig-geflügelt.
Die grundständigen und am Stängel wechselständig verteilt angeordneten Laubblätter sind gestielt oder ungestielt. Die kahlen oder behaarten Blattspreiten sind ungeteilt bis fiederspaltig oder ein- bis zweifach gelappt und am Rand dornig gezähnt.

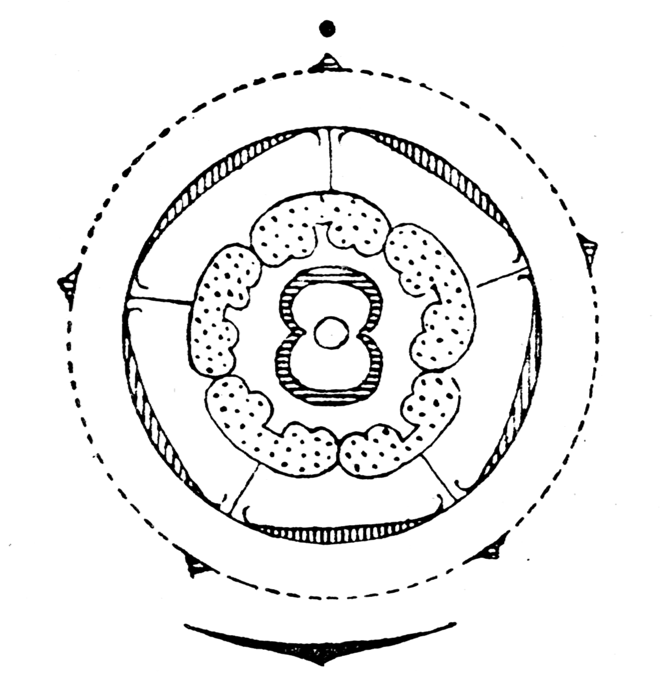
Blütendiagramm für Carduus

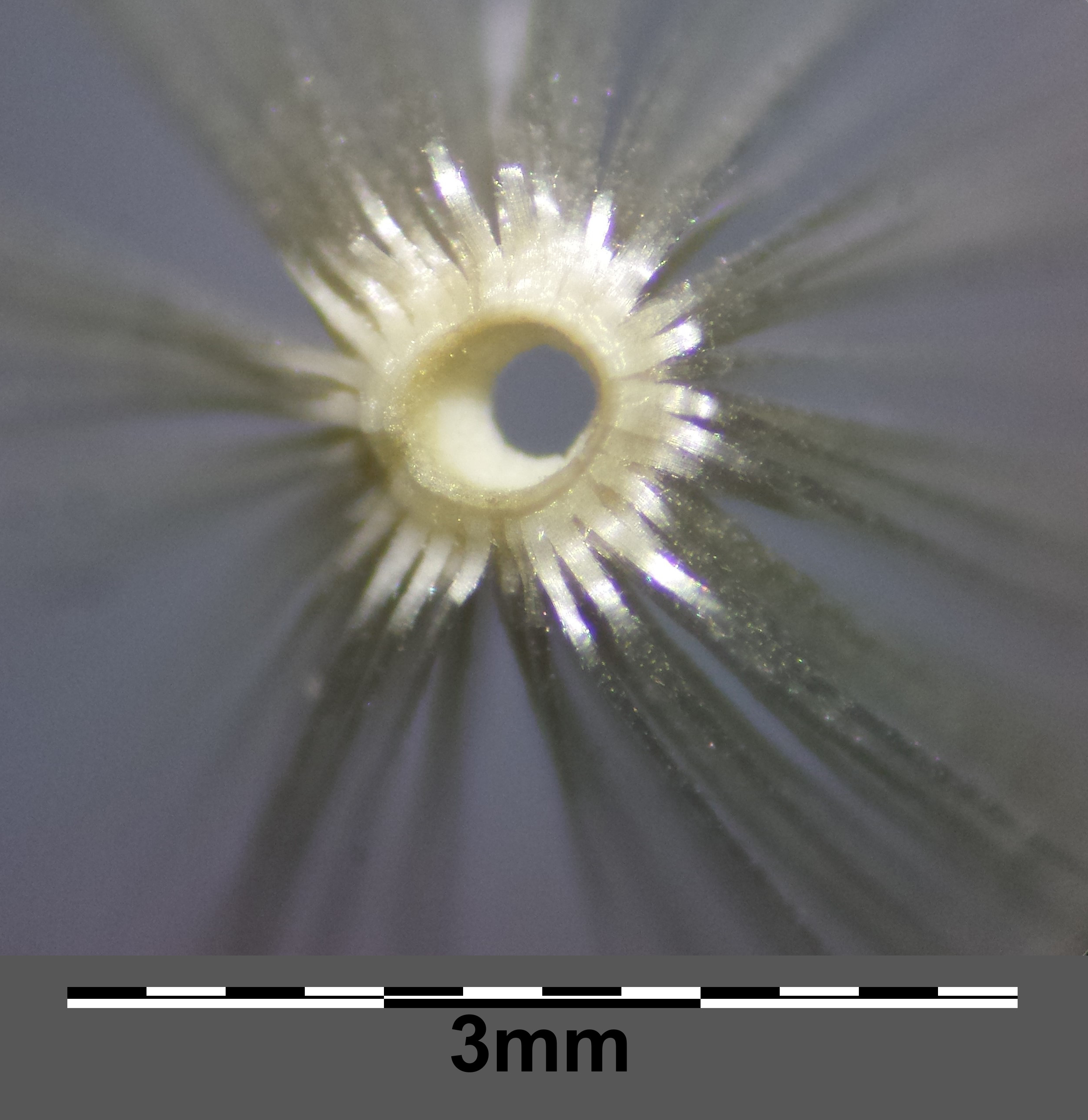
Pappusunterseite (hier bei Carduus acanthoides): die Pappushaare sind zu einem Ring verwachsen, daher der deutschsprachige Trivialnamen der Gattung Ringdistel

### Generative Merkmale
Die körbchenförmigen Blütenstände stehen einzeln oder zwei bis zwanzig zusammen auf stachlig geflügelten, beblätterten oder kahlen Blütenstandsschäften. Die vielen in sieben bis über zehn Reihen zylindrisch bis kugelig aufsteigend bis ausgebreitet oder zurückgebogen angeordneten Hüllblätter sind linealisch bis breit-eiförmig mit glattem Rand und weisen stachelige Spitzen auf. Der Körbchenboden (Receptaculum) ist flach. Es sind abgeflachte, borstige Spreublätter vorhanden. Jeder Blütenstand enthält einige bis viele Röhrenblüten.
Die Röhrenblüten sind zwittrig. Die fünf weißen über rosafarbenen bis violetten Kronblätter sind zu einer mehr oder weniger stark zygomorphen langen, schmalen Kronröhre verwachsen, die sich abrupt glockenförmig öffnet und in linealen Kronzipfeln endet. Der Griffel ist bis weit nach oben verwachsen und so sind die freien Griffeläste nur sehr kurz.
Die eiförmigen, etwa abgeflachten Achänen sind glatt. Im Gegensatz zu den ansonsten ähnlichen Kratzdisteln sind die Pappushaare nicht gefiedert, d. h. nicht wiederum mit kleinen Härchen besetzt.
Die Chromosomengrundzahlen betragen x = 8, 9, 10, 11, 13.

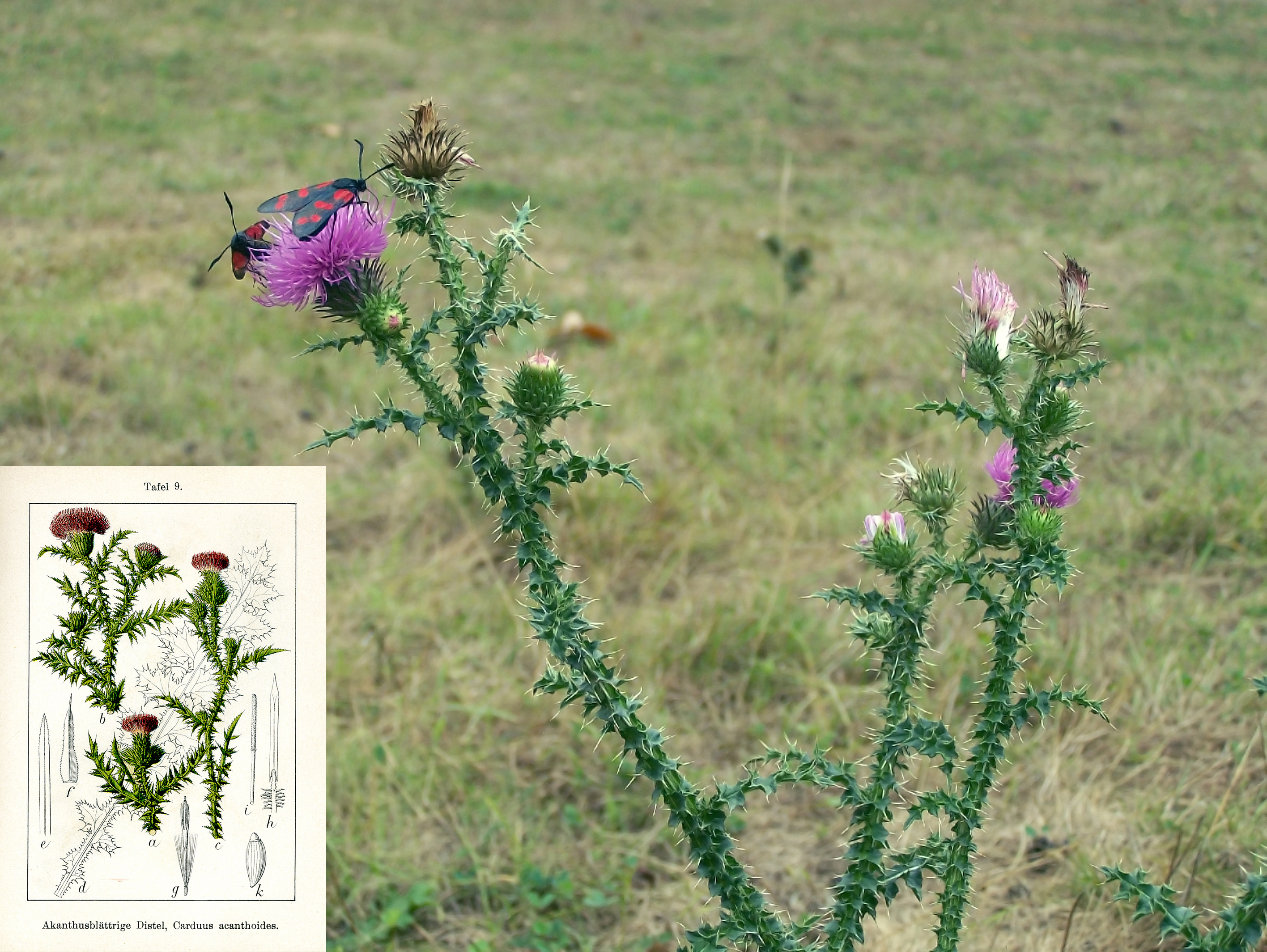
Weg-Distel (Carduus acanthoides)

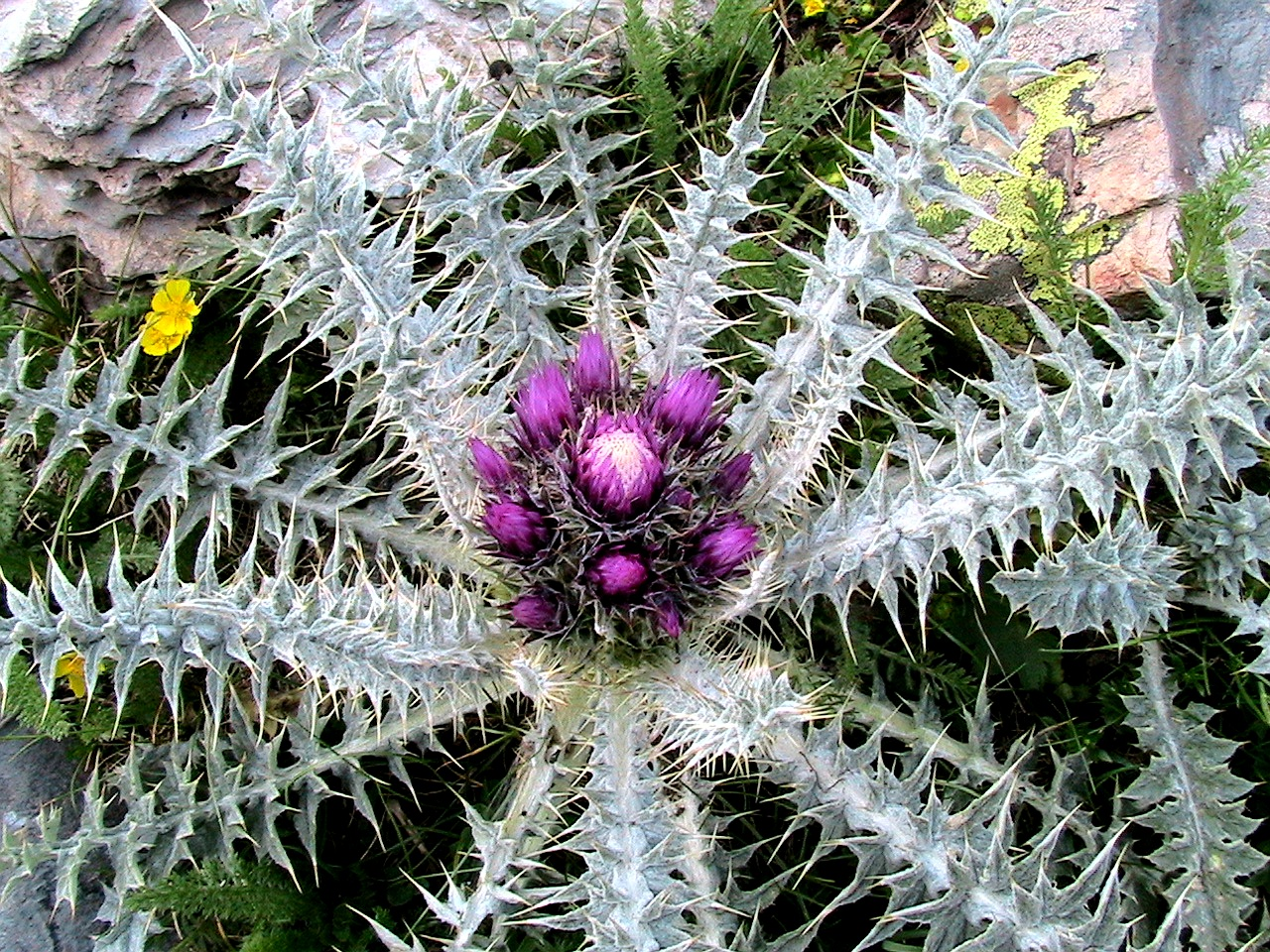
Carduus carlinoides

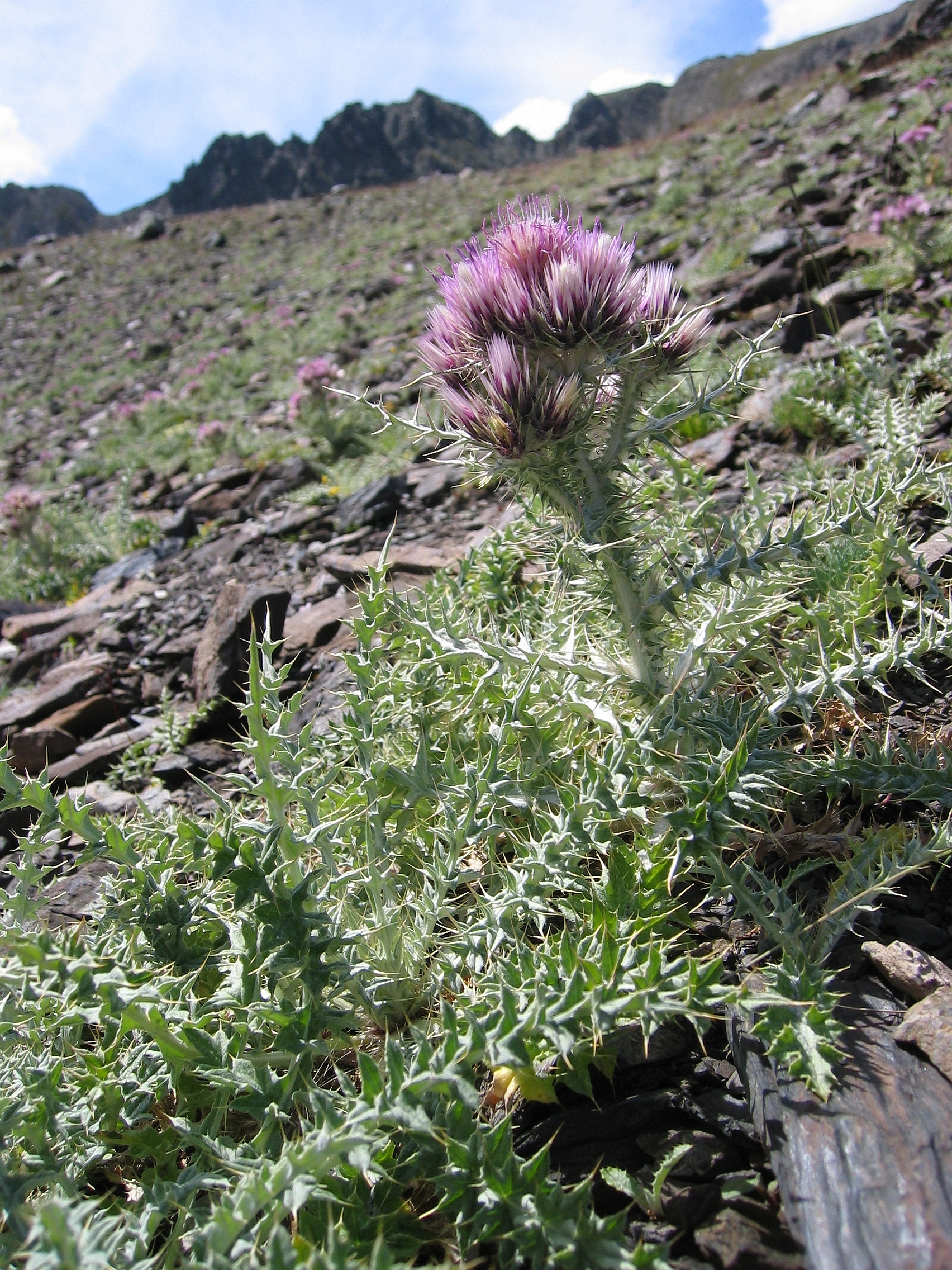
Carduus carlinoides

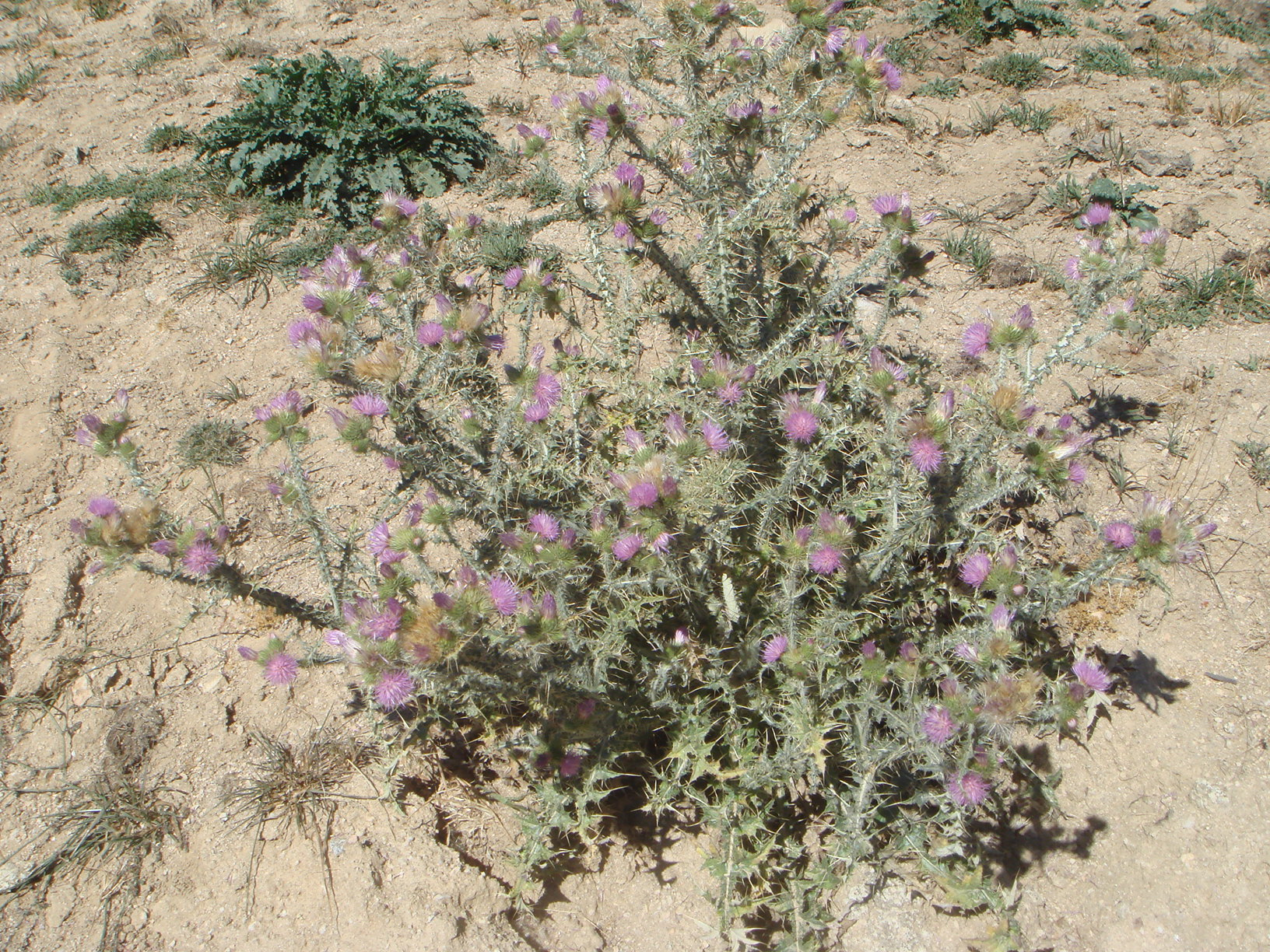
Habitus einer blühenden Carduus carpetanus

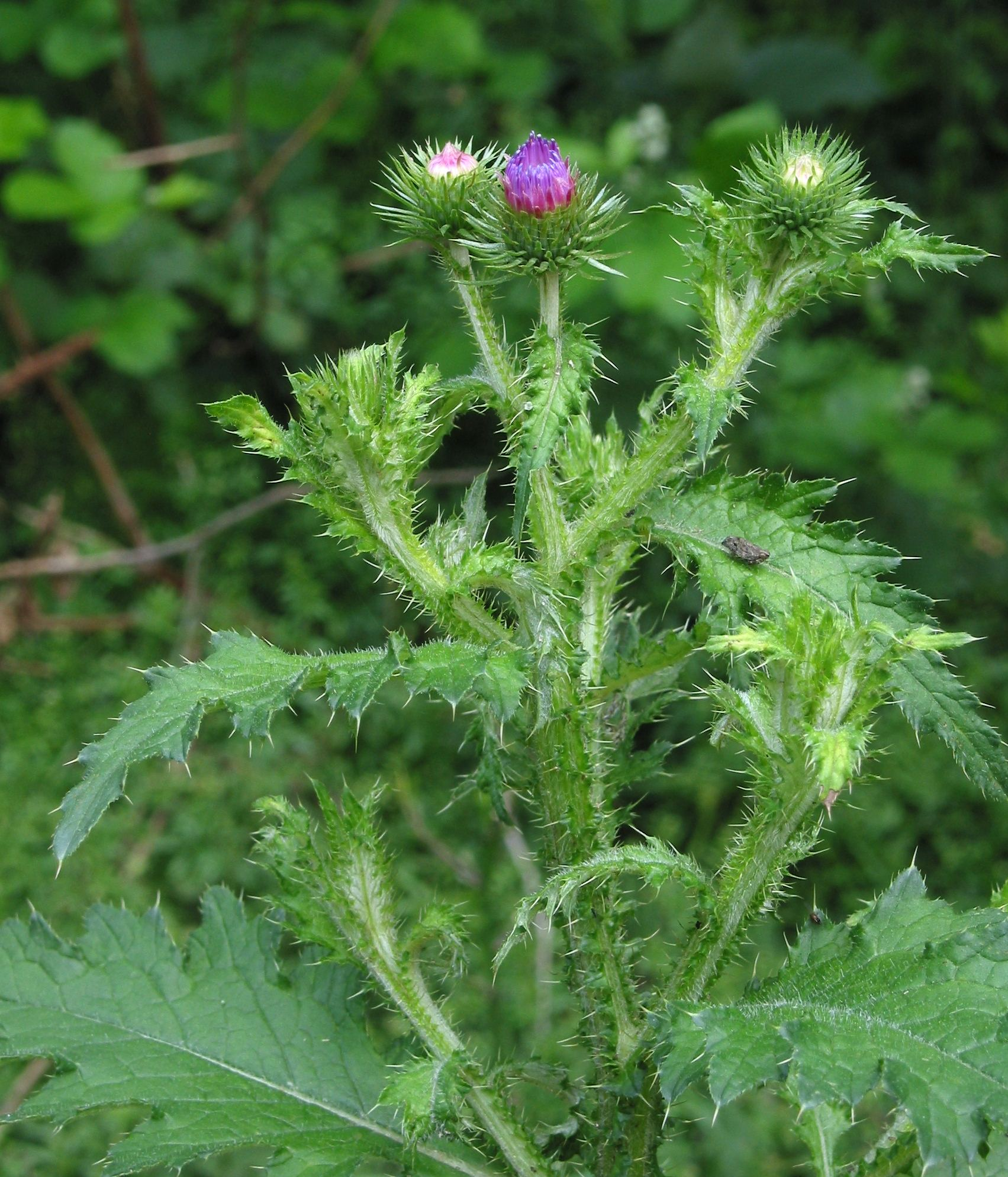
Krause Ringdistel (Carduus crispus)

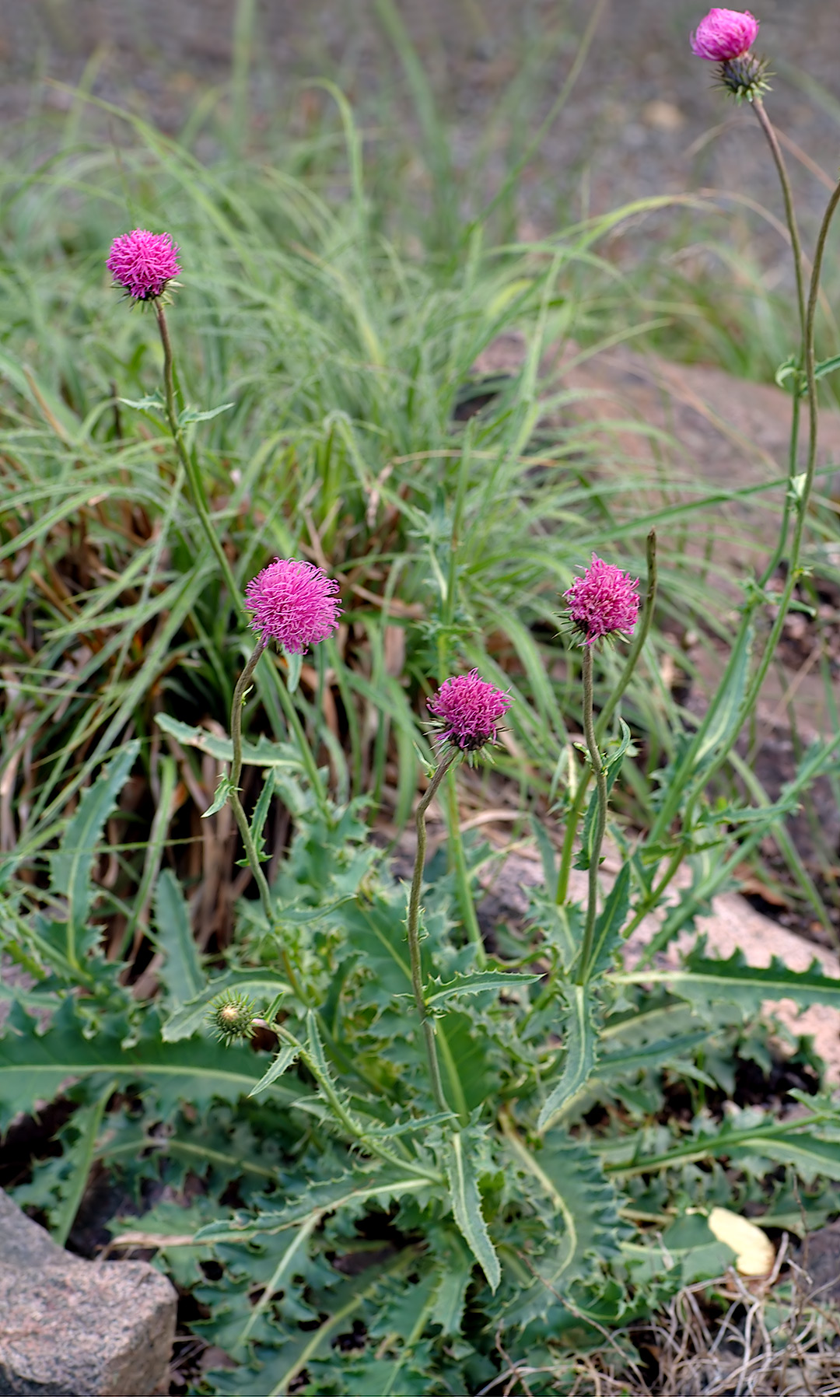
Alpen-Ringdistel (Carduus defloratus)

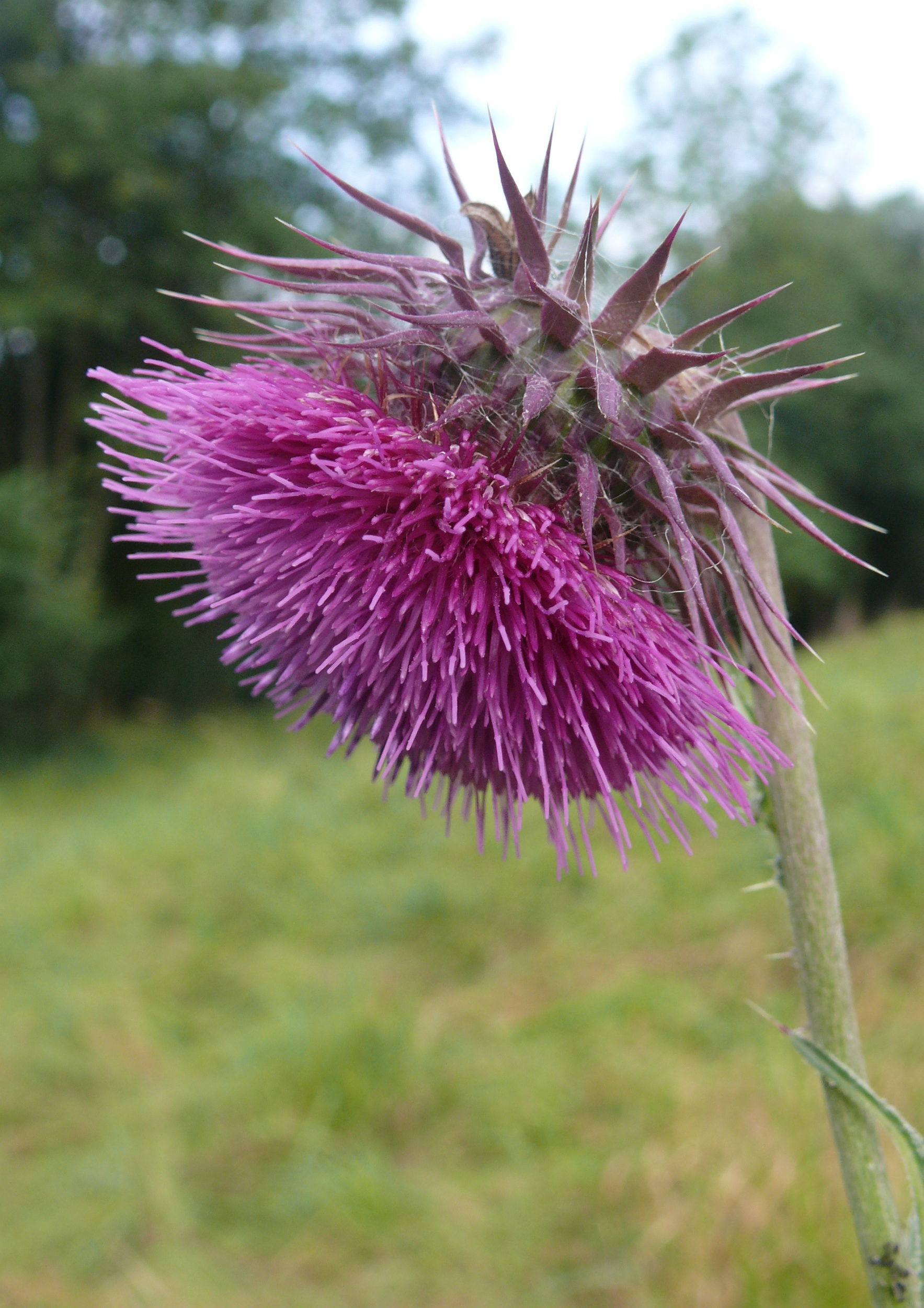
Nickende Distel (Carduus nutans)

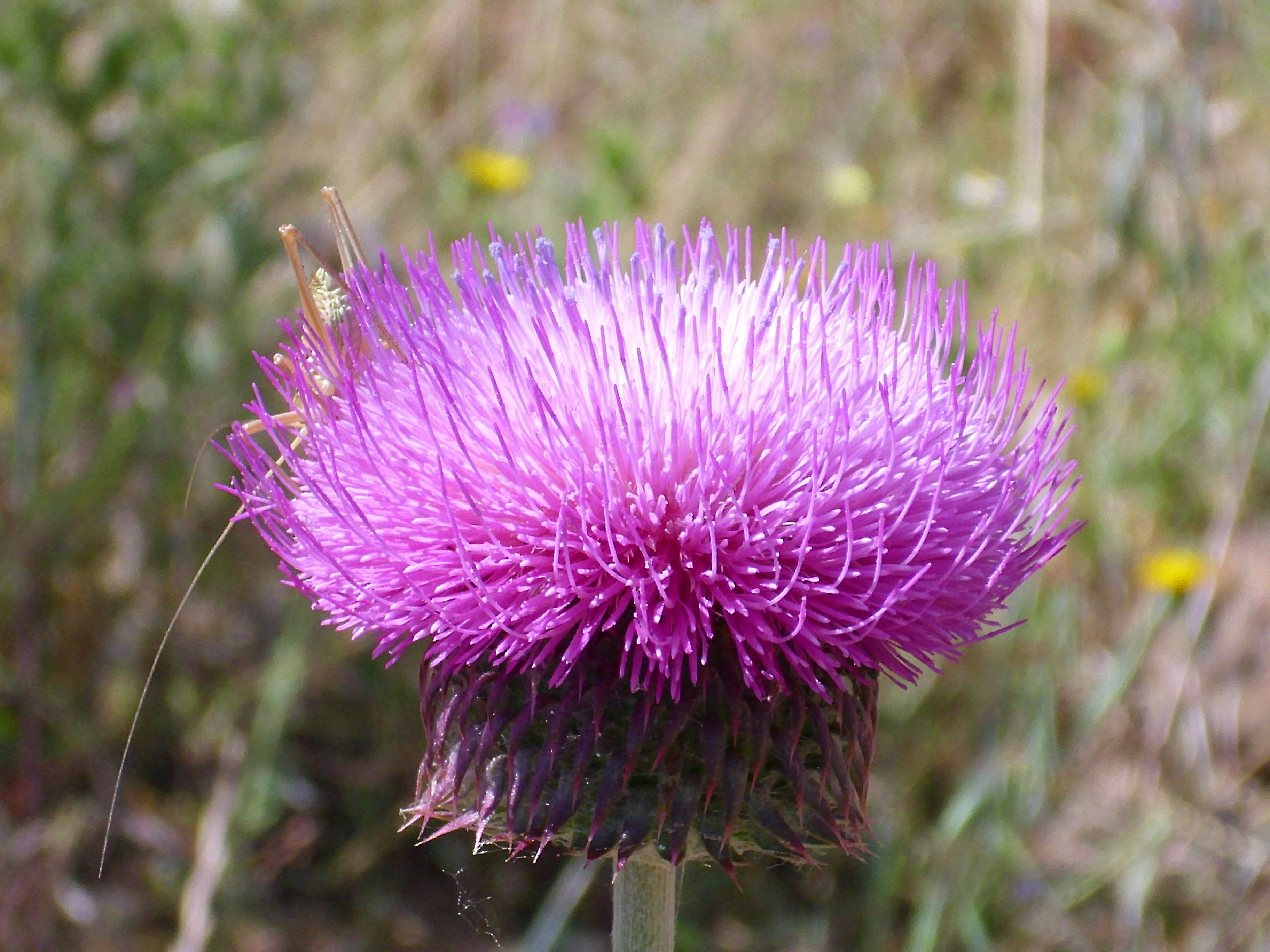
Blütenstand von Carduus nutans subsp. granatensis mit zurückgebogenen Hüllblättern

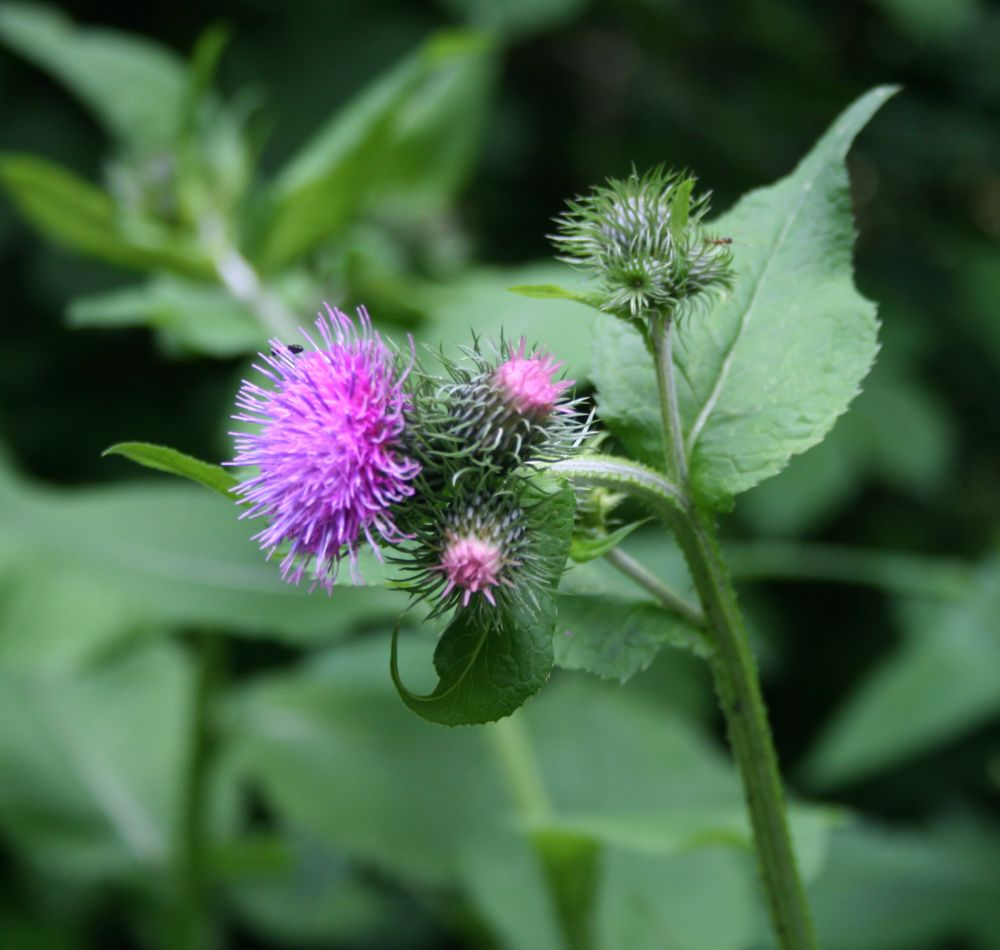
Kletten-Distel (Carduus personata)

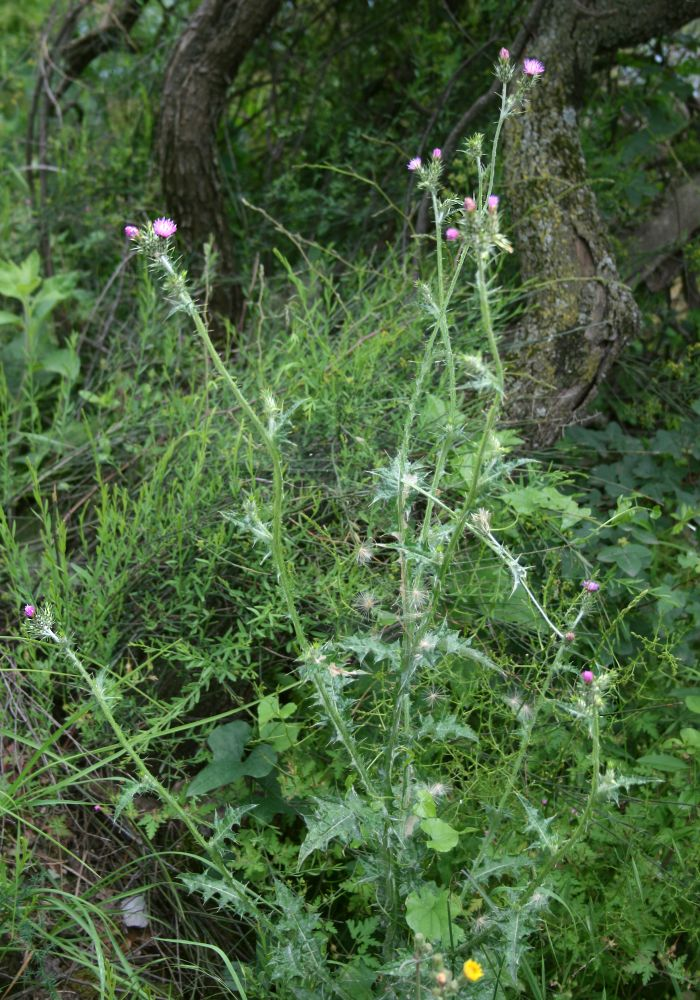
Carduus pycnocephalus

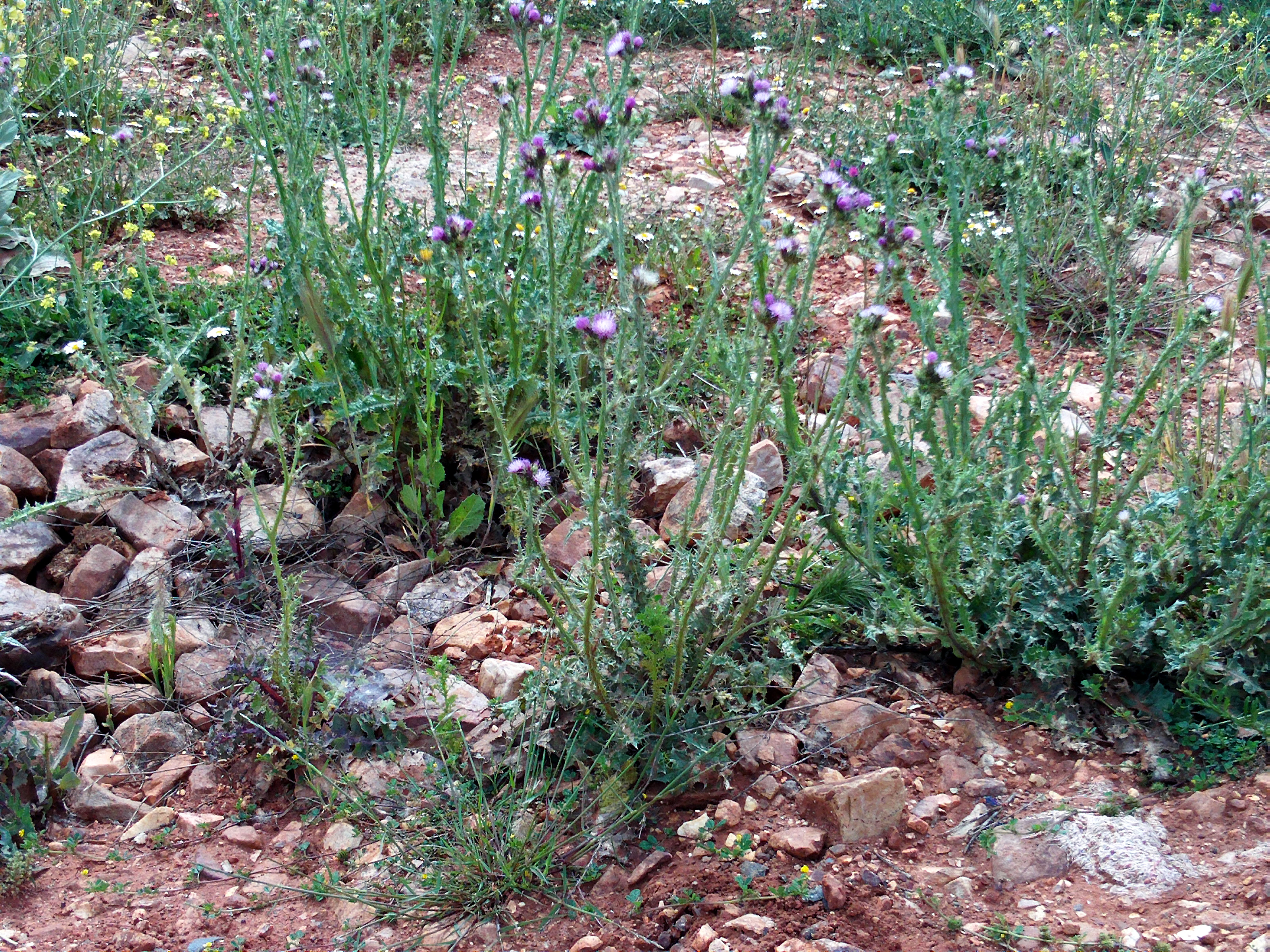
Dünnköpfige Distel (Carduus tenuiflorus)

## Systematik und Verbreitung
Die Gattung Carduus wurde 1753 durch Carl von Linné in Species Plantarum, 2, S. 820–826 mit der Typusart Carduus nutans L. aufgestellt. Der Gattungsname Carduus stammt von lateinisch carduus für Distel. Synonyme für Carduus L. sind: Wettsteinia Petr., Clavena DC., Clomium Adans., Ascalea Hill und Onopyxus Bubani nom. illeg.
Die Gattung Carduus gehört zur Subtribus Carduinae aus der Tribus Cardueae in der Unterfamilie Carduoideae innerhalb der Familie Asteraceae.
Das natürliche Verbreitungsgebiet liegt in der Alten Welt in Eurasien  und Afrika. Davon kommen etwa fünf Arten als invasive Neophyten beispielsweise auch in Nordamerika vor.
Es wurden etwa 929 wissenschaftliche Taxa veröffentlicht. Akzeptiert werden etwa 90 Arten.
Hier eine Liste der in Europa und im Mittelmeerraum vorkommenden fast 60 Arten:
- Carduus acanthocephalus C.A.Mey.: Sie kommt in Aserbaidschan, Georgien und Nordkaukasien vor.[3]
- Weg-Ringdistel oder Weg-Distel (Carduus acanthoides L.): Sie ist ursprünglich von Europa, über Westasien bis zum Kaukasusraum, in Ägypten und in China weitverbreitet und ist in Nord- und Südamerika und in Neuseeland ein Neophyt.[4]
- Carduus acicularis Bertol. (Syn.: Carduus arnettaus subsp. acicularis (Bertol.) Meikle)
- Carduus adpressus C.A.Mey.: Sie kommt in Bulgarien, Nordmazedonien, in der Türkei, in Aserbaidschan, Armenien, Georgien und Nordkaukasien vor.[3]
- Carduus affinis Guss.: Sie kommt nur in Italien vor.[3]
- Carduus amanus Rech. f.: Sie kommt in der Türkei vor.[3]
- Carduus argentatus L.: Sie kommt in Griechenland, Nordmazedonien, auf Inseln der Ägäis, in Kreta, in der Türkei, Syrien, im Libanon, in Jordanien, Israel und Ägypten vor.[3]
- Carduus argyroa Biv.: Sie kommt in Algerien, Tunesien, Sizilien, Sardinien und in Italien vor.[3]
- Carduus asturicus Franco: Sie kommt in Portugal und in Spanien vor.[3]
- Carduus aurosicus Chaix: Sie kommt in Frankreich vor.[3]
- Carduus baeocephalus Webb: Sie kommt nur auf den kanarischen Inseln Teneriffa, El Hierro und Gran Canaria vor.[3]
- Carduus bourgaei Kazmi: Dieser Endemit kommt nur auf Fuerteventura vor.[3]
- Carduus bourgeanus Boiss. & Reut.: Sie wird von manchen Autoren mit Carduus ibicensis zum Aggregat Carduus bourgeanus aggr. zusammengefasst.[3] Sie kommt in Marokko, Spanien und Portugal vor.[3]
- Carduus candicans Waldst. & Kit.: Sie kommt in Serbien, Bosnien und Herzegowina, Montenegro, Bulgarien, Rumänien, Albanien, Moldawien Nordmazedonien, Griechenland und in der europäischen Türkei vor.[3]
- Stieglitz-Ringdistel (Carduus carduelis (L.) Gren.): Sie kommt in Österreich, Italien, Kroatien, Slowenien, Serbien, Montenegro, Bosnien und Herzegowina, Albanien, Bulgarien, Rumänien und Nordmazedonien vor.[3]
- Carduus carlinoides Gouan: Sie kommt von Spanien über Andorra bis Frankreich vor.[3]
- Carduus carpetanus Boiss. & Reut.: Sie kommt in Portugal und Spanien vor.[3]
- Carduus cephalanthus Viv.: Sie kommt in Algerien, Sizilien, Sardinien, Korsika und in Italien vor.[3]
- Carduus chevallieri L.Chevall.: Sie kommt in Marokko und in Algerien vor.[3]
- Apenninen-Distel (Carduus chrysacanthus Ten.): Sie kommt in Italien und in Montenegro vor.[3]
- Carduus clavulatus Link: Sie kommt nur auf den Kanarischen Inseln vor.[3]
- Carduus collinus Waldst. & Kit.: Sie kommt in Italien, Polen, in der Slowakei, in Kroatien, Ungarn, Slowenien, Montenegro, Bosnien und Herzegowina, Rumänien und in der Ukraine vor.[3]
- Carduus corymbosus Ten.: Sie kommt in Italien, Sardinien und Sizilien vor.[3]
- Krause Ringdistel oder Krause Distel (Carduus crispus L.)
- Alpen-Ringdistel oder Alpen-Distel auch Berg-Distel (Carduus defloratus L.), mit zahlreichen Unterarten
- Carduus euboicus Franco: Sie kommt in Griechenland vor.[3]
- Carduus fasciculiflorus Viv.: Sie kommt in Italien, Sardinien und in Korsika vor.[3]
- Carduus fissurae Nyár.: Sie kommt nur in Rumänien vor.[3]
- Carduus getulus Pomel: Sie kommt von Nordafrika bis zur Arabischen Halbinsel und dem Iran vor.
- Haken-Ringdistel (Carduus hamulosus Ehrh.): Sie kommt von Tschechien und Ungarn bis zum Iran vor.
- Carduus ibicensis (Devesa & Talavera) Rosselló & N.Torres: Sie wird von manchen Autoren mit Carduus bourgeanus zum Aggregat Carduus bourgeanus aggr. zusammengefasst.[3] Dieser Endemit kommt nur auf Ibiza vor.[3]
- Carduus kerneri Simonk.: Sie kommt in Albanien, Griechenland, Nordmazedonien, Bulgarien, Serbien, Montenegro, Rumänien und in der Ukraine vor.[3]
- Carduus lanuginosus Willd.: Sie kommt nur in der Türkei vor.[3]
- Carduus leptocladus Durieu: Sie kommt in Marokko und in Algerien vor.[3]
- Carduus litigiosus Nocca & Balb.: Sie kommt in zwei Unterarten in Frankreich, Monaco und in Italien vor:[3]
  - Carduus litigiosus subsp. litigiosus
  - Carduus litigiosus subsp. horridissimus (Briq. & Cavill.) Franco: Sie kommt in Frankreich vor.[3]
- Carduus lusitanicus Rouy: Sie kommt in drei Unterarten in Portugal und in Spanien vor:[3]
  - Carduus lusitanicus subsp. lusitanicus:  Sie kommt in Portugal und in Spanien vor.[3]
  - Carduus lusitanicus subsp. broteroi (Mariz) Devesa & Talavera: Sie kommt in Portugal vor.[3]
  - Carduus lusitanicus subsp. santacreui Devesa & Talavera: Sie kommt in Spanien vor.[3]
- Carduus malyi Greuter: Sie kommt in Kroatien und in Bosnien und Herzegowina vor.[3]
- Carduus martinezii Pau: Sie kommt in zwei Unterarten in Marokko vor:
  - Carduus martinezii subsp. martinezii[3]
  - Carduus martinezii subsp. fontqueri (Pau) Kazmi[3]
- Carduus meonanthus Hoffmanns. & Link: Es gibt etwa zwei Unterarten:[3]
  - Carduus meonanthus subsp. meonanthus: Sie kommt in Portugal und in Spanien vor.[3]
  - Carduus meonanthus subsp. valentinus (Boiss. & Reut.) Devesa & Talavera: Sie kommt in Spanien vor.[3]
- Carduus myriacanthus DC.: Sie kommt in Marokko, Algerien, Gibraltar und Spanien vor.[3]
- Carduus nawaschinii Bordz.: Sie kommt in Armenien und in der Türkei vor.[3]
- Carduus nervosus K.Koch: Sie kommt von der östlichen Türkei bis Transkaukasien vor.
- Carduus nigrescens Vill.: Es gibt etwa in Unterarten:[3]
  - Carduus nigrescens subsp. assoi Willk.: Sie kommt in Spanien vor.[3]
  - Carduus nigrescens subsp. australis (Nyman) Greuter: Sie kommt in Spanien und in Frankreich vor.[3]
  - Carduus nigrescens subsp. hispanicus (Franco) O. Bolòs & Vigo: Sie kommt in Spanien vor.[3]
  - Carduus nigrescens subsp. vivariensis (Jord.) Bonnier & Layens: Sie kommt in Frankreich vor.[3]
  - Carduus nigrescens subsp. nigrescens: Sie kommt in Spanien, Gibraltar und Frankreich vor.[3]
- Carduus novorossicus Portenier: Sie kommt im Kaukasusraum vor.[3]
- Nickende Ringdistel oder Nickende Distel (Carduus nutans L., Syn.: Carduus phyllolepis Willk.): Je nach Autor gibt es etwa 16 Unterarten:[3]
  - Carduus nutans subsp. alpicola (Gillot) Chass. & Arènes (Syn.: Carduus alpicola Gillot)[3]
  - Carduus nutans subsp. falcatoincurvus P.H.Davis: Sie wurde 1975 aus der Türkei erstbeschrieben.[3]
  - Carduus nutans subsp. granatensis (Willk.) O.Bolòs & Vigo (Syn.: Carduus granatensis Willk., Carduus platypus subsp. granatensis (Willk.) Nyman, Carduus sandwithii Kazmi): Sie kommt nur in Spanien vor.[3]
  - Carduus nutans subsp. leiophyllus (Petrović) Stoj. & Stef. (Syn.: Carduus leiophyllus Petrović, Carduus attenuatus Klokov, Carduus macrolepis Peterm., Carduus thoermeri Weinm., Carduus nutans var. armenus Boiss., Carduus nutans var. sporadum Halácsy, Carduus macrocephalus subsp. sporadum (Halácsy) Franco, Carduus nutans subsp. macrolepis (Peterm.) Kazmi, Carduus nutans subsp. sporadum (Halácsy) Rech. f., Carduus thoermeri subsp. armenus (Boiss.) Kazmi)[3]
  - Carduus nutans subsp. maurus (Emb. & Maire) Greuter (Syn.: Carduus platypus subsp. maurus (Emb. & Maire) Jahand. & Maire, Carduus platypus var. maurus Emb. & Maire, Carduus maroccanus (Arènes) Kazmi, Carduus nutans subsp. maroccanus Arènes): Sie kommt nur in Marokko vor.[3]
  - Carduus nutans subsp. micropterus (Borbás) Hayek (Syn.: Carduus micropterus (Borbás) Teyber, Carduus nutans var. micropterus Borbás)[3]
  - Carduus nutans subsp. numidicus (Coss. & Durieu) Arènes (Syn.: Carduus numidicus Coss. & Durieu): Sie ist nur in Algerien beheimatet und in Frankreich ein Neophyt.[3]
  - Carduus nutans L. subsp. nutans
  - Carduus nutans subsp. perspinosus (Fiori) Arènes (Syn.: Carduus nutans f. perspinosus Fiori, Carduus micropterus subsp. perspinosus (Fiori) Kazmi): Sie kommt nur vom zentralen bis südlichen Italien vor.[3]
  - Carduus nutans subsp. platylepis (Rchb. & Saut.) Nyman (Syn.: Carduus platylepis Rchb. & Saut.)[3]
  - Carduus nutans subsp. platypus (Lange) Greuter (Syn.: Carduus platypus Lange): Sie kommt auf der Iberischen Halbinsel vor.[3]
  - Carduus nutans subsp. scabrisquamus Arènes (Syn.: Carduus macrocephalus subsp. scabrisquamus (Arènes) Kazmi, Carduus atlanticus Pomel, Carduus kahenae Pomel, Carduus longispinus (Moris) Arcang., Carduus macrocephalus Desf., Carduus nutans subsp. macrocephalus (Desf.) Nyman nom. illeg., Carduus nutans var. longispinus Moris)[3]
  - Carduus nutans subsp. siculus (Franco) Greuter (Syn.: Carduus macrocephalus subsp. siculus Franco): Sie kommt auf Sizilien und Malta vor.[3]
  - Carduus nutans subsp. subacaulis Arènes (Syn.: Carduus ballii Hook. f., Carduus narcissi Sennen): Sie kommt nur in Marokko vor.[3]
  - Carduus nutans subsp. taygeteus (Boiss. & Heldr.) Hayek (Syn.: Carduus taygeteus Boiss. & Heldr., Carduus taygeteus subsp. insularis Franco, Carduus macrocephalus subsp. brachycentros (Hausskn.) Kazmi, Carduus macrocephalus subsp. inconstrictus (O.Schwarz) Kazmi, Carduus nutans var. brachycentros Hausskn., Carduus nutans subsp. inconstrictus O.Schwarz)[3]
  - Carduus nutans subsp. trojanus P.H.Davis: Sie wurde 1975 aus dem asiatischen Teil der Türkei erstbeschrieben.[3]
- Carduus olympicus Boiss.: Sie kommt in zwei Unterarten in der Türkei vor:[3]
  - Carduus olympicus Boiss. subsp. olympicus
  - Carduus olympicus subsp. hypoleucus (Bornm.) P.H.Davis
- Carduus onopordioides M.Bieb.: Sie kommt von der östlichen Türkei über den Kaukasusraum bis zum westlichen Iran vor.
- Kletten-Ringdistel oder Kletten-Distel (Carduus personata (L.) Jacq.)
- Carduus poliochrus Trautv.: Sie kommt in Aserbaidschan, in Georgien und in Nordkaukasusien vor.[3]
- Knäulköpfige Distel (Carduus pycnocephalus L.): Es gibt mehrere Unterarten. Sie ist in Mittel-, Süd- und Osteuropa sowie in Nordafrika, im Kaukasusraum und in Indien und Pakistan beheimatet und ist ein Neophyt in Nord- und Südamerika, auf Hawaii, in Neuseeland, Australien, Sri Lanka, Oman, Madeira, den Kanaren und in Äthiopien.[4]
  - Carduus pycnocephalus L. subsp. pycnocephalus: Sie kommt in Mittel-, Süd- und Osteuropa, in Nordafrika und in Vorderasien vor.[3]
  - Carduus pycnocephalus subsp. albidus (M.Bieb.) Kazmi
  - Carduus pycnocephalus subsp. cinereus (M. Bieb.) P.H.Davis
  - Carduus pycnocephalus subsp. intermedius (Lojac.) Giardina & Raimondo: Dieser Endemit kommt nur auf Sizilien vor.[3]
  - Carduus pycnocephalus subsp. marmoratus (Boiss. & Heldr.) P.H.Davis: Sie kommt in Italien, Sizilien, Malta, Albanien, Griechenland, auf Inseln in der Ägäis und im europäischen sowie asiatischen Teil Türkei vor.[3]
- Carduus ramosissimus Pančić: Sie kommt in Serbien, Albanien, Montenegro und in Bosnien und Herzegowina vor.[3]
- Carduus rechingerianus Kazmi: Sie kommt in der Türkei vor.[3]
- Carduus rivasgodayanus Devesa & Talavera: Sie kommt in Spanien vor.[3]
- Carduus seminudus M.Bieb.: Sie kommt vom Kaukasusraum[3] bis zum Iran und Turkmenistan vor.
- Carduus spachianus Durieu: Die etwa drei Unterarten kommen in Marokko, Algerien, Tunesien und Libyen vor:[3]
  - Carduus spachianus Durieu subsp. spachianus: Sie kommt in Marokko und in Algerien vor.[3]
  - Carduus spachianus subsp. atlantis (Humbert & Maire) Greuter: Sie kommt nur in Marokko vor.[3]
  - Carduus spachianus subsp. megalatlanticus (Maire) Greuter: Sie kommt nur in Marokko vor.[3]
- Carduus squarrosus (DC.) Lowe: Dieser Endemit kommt nur auf Madeira vor.[3]
- Dünnköpfige Distel (Carduus tenuiflorus Curtis): Sie ist in Europa und Nordafrika beheimatet und ist ein Neophyt im südlichen Afrika, in Makaronesien, Indien, Australien, Neuseeland und in Nord- und Südamerika.[4]
- Carduus thracicus (Velen.) Hayek: Sie kommt nur in Bulgarien vor.[3]
- Carduus tmoleus Boiss.: Es gibt etwa drei Unterarten:[3]
  - Carduus tmoleus subsp. baldaccii (Kazmi) Greuter: Sie kommt in Albanien vor.[3]
  - Carduus tmoleus subsp. cronius (Boiss. & Heldr.) Greuter: Sie kommt in Albanien, Nordmazedonien und in Griechenland vor.[3]
  - Carduus tmoleus Boiss. subsp. tmoleus: Sie kommt in Albanien, Griechenland, Bulgarien, im früheren Jugoslawien und im asiatischen Teil der Türkei vor.[3]
- Carduus uncinatus M.Bieb.: Es gibt etwa zwei Unterarten:[3]
  - Carduus uncinatus subsp. davisii Kazmi: Dieser Endemit kommt nur auf der Krim vor.[3]
  - Carduus uncinatus M.Bieb. subsp. uncinatus: Sie kommt vom südöstlichen Rumänien bis zum westlichen Sibirien und dem nordöstlichen Iran vor.

## Symbolik und Rezeption
Die Distel allgemein gilt in der Symbolsprache der Blumen als Sinnbild der Wehrhaftigkeit.
Der Name der deutschen Hilfsorganisation Cadus ist den Ringdisteln entlehnt.

## Ergänzende Literatur
- Manfred A. Fischer, Wolfgang Adler, Karl Oswald: Exkursionsflora für Österreich, Liechtenstein und Südtirol. 2., verbesserte und erweiterte Auflage. Land Oberösterreich, Biologiezentrum der Oberösterreichischen Landesmuseen, Linz 2005, ISBN 3-85474-140-5.
- Zhu Shi, Werner Greuter: Carduus, S. 175–176 – textgleich online wie gedrucktes Werk in Cardueae, In: Wu Zheng-yi, Peter H. Raven, Deyuan Hong (Hrsg.): Flora of China. Volume 20–21: Asteraceae. Science Press und Missouri Botanical Garden Press, Beijing und St. Louis 2011, ISBN 978-1-935641-07-0.